# Navartjärnen, Dalarna
Navartjärnen är en sjö i Älvdalens kommun i Dalarna och ingår i Dalälvens huvudavrinningsområde. Sjön har en area på 0,0652 kvadratkilometer och ligger 471,6 meter över havet.

## Delavrinningsområde
Navartjärnen ingår i det delavrinningsområde (678782-139278) som SMHI kallar för Inloppet i Stor-Uppdjusen. Medelhöjden är 507 meter över havet och ytan är 8,11 kvadratkilometer. Det finns ett avrinningsområde uppströms, och räknas det in blir den ackumulerade arean 16,33 kvadratkilometer. Dysån (Uppdjusån) som avvattnar avrinningsområdet har biflödesordning 2, vilket innebär att vattnet flödar genom totalt 2 vattendrag innan det når havet efter 376 kilometer. Avrinningsområdet består mestadels av skog (64 procent). Avrinningsområdet har 0,56 kvadratkilometer vattenytor vilket ger det en sjöprocent på 6,9 procent.